# Harriet Tubman
Harriet Tubman (khoảng 1820 hoặc 1821 - 10 tháng 3 năm 1913) là một Người Mỹ gốc Phi, nhà hoạt động nhân đạo hoạt động chống lại chế độ nô lệ Người Mỹ gốc Phi, là một điệp viên Liên bang trong Nội chiến Hoa Kỳ. Bà là người con thứ tư trong gia đình gồm 9 anh chị em, với cả cha và mẹ đều là nô lệ tại hạt Dorchester, bang Maryland. Tên khai sinh của bà là Araminta - hay còn gọi là "Minty" - Ross. Nhiều thập kỷ sau, trong quá trình chuẩn bị cho cuộc đào thoát khỏi hạt Dorchester, Minty đã đổi tên thành Harriet Tubman. Bà lấy tên thánh của mẹ và họ của chồng, ông John Tubman - một người tự do nhưng đã quyết định ở lại khi bà Harriet Tubman bỏ trốn.

## Tiểu sử
Từ nhỏ, bà phải chịu một chấn thương đầu khi một người giám sát ném một vật nặng kim loại vào một người nô lệ khác. Chấn thương đầu này đã gây ra các cơn đau đớn và tổn thương thần kinh trong suốt cuộc đời.
Năm 1849, Tubman rời Maryland tới Philadelphia giải phóng mình khỏi kiếp nô lệ, làm giúp việc cho một gia đình.
Sau khi thoát khỏi ách nô lệ, tại nơi bà được sinh ra, bà đã tiến hành 13 phi vụ giải cứu hơn 70 nô lệ bằng cách sử dụng mạng lưới các nhà hoạt động chống chế độ nô lệ và các nhà an toàn được gọi là đường sắt ngầm.
Sự nghiệp giải phóng nô lệ của Harriet Tubman càng trở nên thuận lợi khi Luật nô lệ được thông qua năm 1850, rất nhiều nô lệ đã được bà giúp đỡ, trong đó có cả những người thân nhất của bà: ba người em trai là Ben, Henry, và Robert.
Năm 1856, bà đã giải cứu cha mẹ mình, những người được trả tự do nhưng bị nghi đã giúp những người khác trốn thoát. Khi tin tức về các cuộc giải thoát mạo hiểm của bà Tubman lan truyền, nhà hoạt động giải phóng nô lệ William Lloyd Garrison đã đặt cho Tubman biệt danh Moses, theo tên của nhà tiên tri từng dẫn người Do Thái thoát khỏi kiếp nô lệ tại Ai Cập.
Bà sau đó đã giúp John Brown tuyển dụng người cho cuộc tấn công của ông ở bến phà Harpers
Có nhiều thông tin cho rằng năm 1861, khi Nội chiến Hoa Kỳ (1861 - 1865) nổ ra, bà Tubman làm đầu bếp, y tá, trước khi chuyển sang làm trinh sát, điệp viên thu thập thông tin cho chính quyền Liên bang từ hậu phương địch. Công việc tình báo đến với bà Tubman khi thống đốc bang Massachusetts, John Albion Andrew - một người ủng hộ bãi nô - đề nghị bà giúp làm việc với những nô lệ đã bỏ trốn khỏi miền nam trước khi Nội chiến leo thang. Đáng kể nhất là việc điệp viên Tubman đã giúp sức cho quân đội Liên bang trong một cuộc tấn công lên thượng nguồn sông Cambahee, tại bang South Carolina. Điệp viên Tubman cũng là người trực tiếp cung cấp cho các tư lệnh quân đội thông tin tình báo về vị trí phe ly khai đặt mìn cũng như các mối đe dọa khác. Bà Tubman còn tổ chức một đội điệp viên 9 người, bao gồm thủy thủ da màu từng lái thuyền trên các con sông địa phương và thông thạo luồng tuyến. Bà dạy cho họ cách thu thập tin tức tình báo, do thám cho chính quyền Liên bang, lập ra bản đồ các đảo và bờ biển ở South Carolina, cung cấp thông tin về vị trí các chốt gác của phe ly khai. Lịch sử nước Mỹ đã ghi nhận, việc Trung đoàn Bộ binh tình nguyện South Carolina số hai, do đại tá James Montgomery chỉ huy, giải phóng được hơn 700 nô lệ, là nhờ công sức của điệp viên Tubman.
Sau chiến tranh, bà Tubman đi khắp các thành phố bờ Đông để diễn thuyết ủng hộ trao quyền bầu cử cho phụ nữ, dựa trên kinh nghiệm chiến đấu chống lại chủ nghĩa nô lệ.Bà trở thành tiếng nói mạnh mẽ của phong trào này.
Những năm cuối đời, bà sống trong một khu đất nhỏ tại Auburn, New York, do một thượng nghị sĩ ủng hộ tư tưởng bãi nô tặng. Năm 1869, bà kết hôn với ông Nelson Davis, cựu binh trong cuộc Nội chiến Hoa Kỳ. Năm năm sau, họ nhận một bé gái có tên Gertie làm con nuôi.
Năm 1903, bà Tubman hiến tặng một phần mảnh đất của mình cho nhà thờ.
Năm 1908, nhà dưỡng lão Harriet Tubman, dành riêng cho Người Mỹ gốc Phi được xây dựng trên khu đất này. Bà Tubman chuyển vào sống trong trại dưỡng lão này năm 1913, trước khi qua đời cuối năm đó ở tuổi 91.

## Vinh danh
Ngày 20 tháng 4 năm 2016, Bộ trưởng Ngân khố Hoa Kỳ - Jack Lew  thông báo kế hoạch thiết kế mới tờ 5 USD, 10 USD và 20 USD. Cả ba tờ tiền này đều sẽ có ảnh phụ nữ trong đó với tờ 20 USD mới, chân dung Andrew Jackson sẽ chuyển từ mặt trước ra mặt sau, nhường chỗ cho Harriet Tubman. Bà cũng là phụ nữ Người Mỹ gốc Phi đầu tiên được in chân dung trên mặt trước tờ đôla Mỹ.